# Il male viene dal Nord
Il male viene dal Nord è un saggio romanzato dell'autore italiano Fulvio Tomizza, pubblicato nel 1984, sulla vita del vescovo di Capodistria e riformatore Pier Paolo Vergerio il Giovane. Il libro è stato tradotto in sloveno, croato e tedesco.
Il titolo è una citazione biblica di Geremia 1,4, riferito al pensiero del Vergerio quando, in qualità di messo pontificio, combatteva ancora il luteranesimo.

## Contenuto

### Quattrocento anni dopo
Il prologo, intitolato Quattrocento anni dopo, è un racconto autobiografico dell'autore Tomizza sulla propria adolescenza e giovinezza a Capodistria, dove frequentò prima il seminario vescovile poi, dopo la chiusura dell'istituto ad opera delle autorità jugoslave che amministravano la Zona B del Territorio Libero di Trieste, il liceo classico. 
Il giovane Tomizza trovò cosa singolare, nella sua doppia veste di ecclesiastico e di esponente dell'etnia italiana, la dedica di un monumento all'illustre concittadino Pier Paolo Vergerio, vissuto nel XVI secolo, e rifletté che ciò doveva essere stato reso possibile dalle polemiche anticattoliche di cui fu autore il Vergerio allorché abbracciò la Riforma protestante, dato che il regime jugoslavo, in quanto di matrice comunista, portava avanti una politica antireligiosa, diretta in special modo contro la Chiesa cattolica nelle regioni in cui questa era la religione più seguita.
Dopo la morte del padre, che per due volte era stato arrestato con accuse infondate dalle autorità jugoslave, cosa che probabilmente ne aveva accelerato la dipartita, e il rinsaldarsi del dominio jugoslavo sulla Zona B, anche in seguito al ritorno della Zona A all'Italia, a metà degli anni Cinquanta l'autore decise di spostarsi a Trieste, dove già si erano trasferiti il resto della sua famiglia e un gran numero di capodistriani di etnia italiana.

### Parte prima
Pier Paolo Vergerio nacque nel 1498 a Capodistria, quinto figlio di Giacomo Vergerio, non tra i più eminenti patrizi giustinopolitani. Compì i suoi studi universitari a Padova, dove si laureò in giurisprudenza e in diritto canonico. Conobbe Pietro Bembo e l'Aretino e all'età di ventott'anni si sposò, restando però presto vedovo. Entrò al servizio di papa Clemente VII ed ebbe il suo primo incarico a Venezia, per saggiare la disponibilità della Repubblica a una nuova guerra contro i Turchi; venne poi inviato a Vienna, presso Ferdinando d'Asburgo, col quale stabilì un rapporto anche umano molto stretto, facilitato dal fatto di essere quasi coetaneo del principe di Casa d'Austria e re d'Ungheria. Pier Paolo partecipò spesso alle cacce del sovrano e alle varie occasioni mondane della corte. Lì fu raggiunto dalle preoccupanti notizie sulla Riforma che acquisiva sempre nuovi seguaci nei territori imperiali. Quando il Württemberg fu restituito al legittimo duca Ulrico, fervente luterano, con il benestare di Ferdinando, il Vergerio ne fu profondamente turbato, arrivando a pensare che per sanare le divisioni in seno alla cristianità fosse necessario un nuovo concilio. Ne fece cenno per lettera al nuovo papa Paolo III e iniziò a viaggiare per la Germania per saggiare il terreno, ricevendo molte disponibilità di massima. A Wittenberg incontrò Martin Lutero, col quale ebbe un confronto molto acceso, ma rimase comunque impressionato dalla personalità dell'ex monaco agostiniano. Tornato a Vienna, redasse un rapporto sulla sua esperienza e suggerì di effettuare un nuovo giro di consultazioni per convincere anche i principi più riottosi, consiglio che venne respinto; fu tuttavia ricompensato con la nomina a vescovo, prima di Modrussa, poi della sua città natale.
A Capodistria dovette occuparsi di numerose grane, tra le quali la presenza di un gruppo di luterani a Pirano (entro la sua giurisdizione) e lo storno di gran parte delle rendite diocesane a causa di precedenti accordi tra la Repubblica di Venezia e la Santa Sede. Per questo motivo si recò a Roma, incontrando durante il viaggio personaggi come Reginald Pole, Vittoria Colonna, Renata di Francia, i cardinali Ercole Gonzaga e Ippolito d'Este, oltre ai già noti Bembo e Aretino. Per l'interessamento di Ippolito d'Este fu incaricato come nunzio in Francia; i risultati diplomatici che vi ottenne furono piuttosto modesti, ma parlando come personalità affascinate dall'evangelismo come la regina Margherita di Navarra, prese forma in lui l'idea di reggere la sua diocesi secondo il più puro spirito evangelico.

### Parte seconda
Rientrato stabilmente nella sua sede vescovile, il Vergerio iniziò a mettere in pratica i suoi propositi, richiamando all'ordine gli ecclesiastici più gaudenti e cercando di reprimere alcune superstizioni popolari ammantate di religiosità. Una sua presa di posizione contro il culto dei santi provocò però una reazione del clero diocesano, che lo denunciò per eresia. Giovanni Della Casa, rettore della nunziatura di Venezia, istruì la causa contro il vescovo. Questi, che mentre era in viaggio apprese che gli sarebbe stato impedito di rientrare in patria, soggiornò allora a Ferrara e a Mantova, dove aveva i suoi migliori contatti.
Nel 1545 si presentò a Trento per partecipare al Concilio, ma ne fu escluso e per un certo periodo si stabilì a Riva in attesa di una convocazione, prima di tornare nei suoi possedimenti di Zucole presso Capodistria in attesa del processo. Le prime testimonianze furono per lo più favorevoli al Vergerio; quella decisiva per l'accusa fu la deposizione di Girolamo Muzio, poeta che era stato un amico di vecchia data dell'accusato ma che, dopo essere stato a colloquio con lui, si era intimamente convinto che il vescovo avesse assunto posizioni eretiche.
Per un certo periodo il Vergerio andò ad abitare a Padova, dove rimase molto scosso dal caso di Francesco Spiera, un avvocato padre di famiglia che, accusato di eresia, abiurò per salvare i suoi otto figli dalla miseria e che morì pazzo per l'insopportabile dissidio interiore. Dopo la sua rimozione dalla dignità vescovile, si diresse verso la Confederazione Elvetica dove abbracciò apertamente la Riforma protestante.

### Parte terza
Il Vergerio si stabilì a Vicosoprano, nella Val Bregaglia soggetta al governo delle Tre Leghe, e si mise a disposizione delle autorità protestanti della zona, che promossero la pubblicazione di alcuni suoi libelli veementemente anticattolici, collaborando con altri espatriati italiani come Celio Secondo Curione.
Di passaggio a Zurigo, Pier Paolo incontrò Ascanio Marso, emissario del governatore di Milano don Ferrante Gonzaga, che tramava per far tornare la Valtellina nel Ducato di Milano; il Marso cercò di tirarlo dalla propria parte prefigurandogli il perdono e il reintegro. Il Vergerio si trasferì poi a Sondrio, dove ambì a ricrearsi un dominio personale analogo a quello che aveva come vescovo, ma a causa delle proteste da lui suscitate nella popolazione, rimasta in maggioranza cattolica, decise di lasciare la Svizzera per il Württemberg, invitato dal duca Cristoforo. Il fatto che a Tubinga fossero stati pubblicati i libri del riformatore sloveno Primus Trubar gli fece venire l'idea di diffondere la Riforma nei paesi slavi traducendo le Sacre Scritture nelle lingue correnti.
Aurelio Vergerio, nipote di Pier Paolo, fu inviato dallo zio a Capodistria per consegnare dei libri a persone fidate e per convincere le nipoti Orsa e Chiaretta a raggiungere lo zio. Fu però denunciato al vescovo e arrestato; per evitare la tortura, collaborò con le autorità e gli fu inflitta una pena mite. Pier Paolo si recò in Polonia, dove pensava di trovare un terreno propizio alla propria predicazione, ma si trovò ostacolato da vescovi cattolici molto attivi nell'operazione di contrasto e da riformatori dal diverso orientamento teologico. Tornato a Tubinga, annunciò che si sarebbe risposato (senza però che la cosa avesse seguito) e incontrò Massimiliano d'Asburgo, che all'epoca vedeva il protestantesimo con simpatia. Si recò in modo semiclandestino in Friuli, sfuggendo per poco all'arresto, e poi nei territori di casa d'Austria; fece altri viaggi nell'Europa centro-orientale e in Francia, senza grandi risultati, finché, col corpo sofferente di gotta e minato anche nello spirito, non spirò a Tubinga nel 1565.

### Epilogo
Nel 1580 tornò a Capodistria in qualità di vescovo Antonio Elio, grande avversario del Vergerio, proveniente dalla sede episcopale di Pola, che aveva ottenuto anche il titolo onorifico di patriarca di Gerusalemme. I resti mortali di Giambattista Vergerio, fratello maggiore di Pier Paolo e predecessore dell'Elio a Pola, furono riesumati dalla cattedrale e gettati in mare.
Aurelio Vergerio, che aveva vissuto in tranquillità per una ventina d'anni, nel 1581 fu arrestato con l'accusa di aver violato il precetto quaresimale sull'astinenza dalle carni. Condannato a morte per eresia, la sua pena fu commutata in carcere a vita.

## Edizioni
- Fulvio Tomizza, Il male viene dal Nord: il romanzo del vescovo Vergerio, Milano, Mondadori, 1984.
- Fulvio Tomizza, Il male viene dal Nord: il romanzo del vescovo Vergerio, Milano, Club degli Editori, 1985.
- (HR) Fulvio Tomizza, Zlo dolazi sa sjevera : roman o biskupu Vergeriju, traduzione di Mate Maras, Pula, IKK Grozd, 1988.
- (DE) Fulvio Tomizza, Das Böse kommt vom Norden : die Gechichte des Pier Paolo Vergerio Bischof, Ketzer, Reformator, traduzione di Maria Ragni Gschwend, Köln, Kiepenheuer & Witsch, 1988.
- Fulvio Tomizza, Il male viene dal Nord: il romanzo del vescovo Vergerio, Oscar narrativa 1688, Milano, Mondadori, 1998, ISBN 88-04-45348-6.
- (SL) Fulvio Tomizza, Zlo pride s severa : roman o škofu Vergeriju, prefazione di Vera Troha, Ljubljana, Beletrina, 2015, ISBN 9789612841140.